# Mastigusa
Genre
Synonymes
- Giltayia Kishida, 1955
- Paratetrilus Kishida, 1955

Mastigusa est un genre d'araignées aranéomorphes de la famille des Cybaeidae.

## Distribution
Les espèces de ce genre se rencontrent en écozone paléarctique.

## Liste des espèces
Selon World Spider Catalog (version 24.5, 11/09/2023) :
- Mastigusa arietina (Thorell, 1871)
- Mastigusa diversa (O. Pickard-Cambridge, 1893)
- Mastigusa lucifuga (Simon, 1898)
- Mastigusa macrophthalma (Kulczyński, 1897)

Selon World Spider Catalog (version 23.5, 2023) :
- † Mastigusa acuminata Menge, 1854
- † Mastigusa arcuata Wunderlich, 2004
- † Mastigusa bitterfeldensis Wunderlich, 2004
- † Mastigusa laticymbium Wunderlich, 2004
- † Mastigusa magnibulbus Wunderlich, 2004
- † Mastigusa media Wunderlich, 1986
- † Mastigusa modesta Wunderlich, 1986
- † Mastigusa scutata Wunderlich, 2004

## Systématique et taxinomie
Ce genre a été décrit par Menge en 1854. Il est placé dans les Hahniidae  par Wheeler et al. en 2017 puis dans les Cybaeidae par Castellucci, Schifani, García, Luchetti et Scharff en 2023.

## Publication originale
- C. L. Koch & Berendt, 1854 : « Die im Bernstein befindlichen Myriapoden, Arachniden und Apteren der Vorwelt. » Die im Bernstein Befindlichen Organischen Reste der Vorwelt Gesammelt in Verbindung mit Mehreren Bearbeitet und Herausgegeben, vol. 1, no 2, p. 1-124.